# 明斯克高地
明斯克高地（羅馬化：Minskaye wzvyshsha）是白俄羅斯的高地，位於明斯克州中部，長180公里、寬143公里，面積7,300平方公里，最高點海拔高度345米，該地區約一半面積可用作耕種。